# Stelis fragariella
Stelis fragariella là một loài Hymenoptera trong họ Megachilidae. Loài này được Cockerell mô tả khoa học năm 1925.